# Servius Sulpicius Praetextatus
Servius Sulpicius Praetextatus entstammte dem römischen Patriziergeschlecht der Sulpicier und war wohl 377 v. Chr. Konsulartribun, ein Amt, das er auch 376, 370 und 368 v. Chr. ausübte.

## Leben
Die Fasti Capitolini dürften Servius Sulpicius Praetextatus als Konsulartribun von 377 v. Chr. aufgefasst haben und ihm drei weitere Amtszeiten 376, 370 und 368 v. Chr. zugeordnet haben, weil in den beiden letztgenannten Jahren Fragmente der Fasti Capitolini erhalten sind, die von einer dritten und vierten Amtsperiode dieses Sulpicius sprechen. Der römische Annalist Titus Livius nennt den Konsulartribunen von 377 v. Chr. nur mit Vor- und Familiennamen (Servius Sulpicius), ebenso in den weiteren ihm zugeschriebenen Amtszeiten; das Gleiche gilt für den griechisch-sizilischen Historiker Diodor. Dagegen bezeichnen zwei weitere (fragmentarisch erhaltene) Geschichtsschreiber, Dionysios von Halikarnassos und Cassius Dio, Sulpicius’ Cognomen als Rufus, woraus bisweilen – allerdings äußerst unsicher – geschlossen wird, dass der Konsulartribun von 377 v. Chr. mit Servius Sulpicius Rufus gleichzusetzen sei. Es besteht auch die Möglichkeit, dass der Konsulartribun von 377 v. Chr. mit jenem in den Jahren 376, 370 und 368 v. Chr. amtierendem identisch ist und zwei Cognomina, Praetextatus und Rufus, führte, wobei das Erstere von Dionysios und Cassius Dio nicht erwähnt worden wäre.
Im Konsulartribunat von 377 v. Chr. eilte Sulpicius mit seinem Amtskollegen Lucius Quinctius Cincinnatus an der Spitze einer römischen Armee den Einwohnern von Tusculum zu Hilfe, die sich nach der Eroberung ihrer Stadt durch die Latiner in der angrenzenden Zitadelle verschanzt hatten. Die von den Römern in Tusculum eingeschlossenen Latiner wurden gleichzeitig von der Zitadelle aus attackiert und schließlich aufgerieben.
Ebenfalls ins Jahr 377 v. Chr. verlegt Livius jenen Familienzwist, der Anlass für die von den Volkstribunen Gaius Licinius Stolo und Lucius Sextius Lateranus hartnäckig durchgesetzten Leges Liciniae Sextiae gewesen sein soll. Durch diese Gesetze konnten auch Plebejer Konsuln werden. Laut der livianischen Darstellung hatte Marcus Fabius Ambustus, ein Patrizier, zwei Töchter namens Fabia, deren ältere die Gattin des Patriziers Sulpicius sowie die jüngere die Gemahlin des Plebejers Licinius Stolo war. Als sich die ältere Fabia im Haus ihres Gatten mit ihrer jüngeren Schwester unterhielt, wurde die Heimkehr des Sulpicius durch Rutenschläge des Liktors an die Haustür angekündigt. Die jüngere Fabia, die diesen Brauch nicht kannte, erschrak und wurde deswegen von ihrer älteren Schwester ausgelacht. Daraufhin war sie beleidigt und bedauerte, dass sie als geborene Patrizierin einen Prestigeverlust aufgrund ihrer Heirat mit einem Plebejer hatte hinnehmen müssen. Sie beschwerte sich bei ihrem Vater, der nun gemeinsam mit seinem Schwiegersohn Licinius Stolo und mit Sextius Lateranus auf die Zulassung der Plebejer zum Konsulat hinarbeitete.